# Миловице (Нимбурк)
Миловице (чеш. Milovice) град је у Чешкој Републици. Град се налази у управној јединици Средњочешки крај, у оквиру којег припада округу Нимбурк.

## Становништво
Према подацима о броју становника из 2014. године град је имао 10.338 становника.